# Fikri
Fikri (arabisch فكريّ, DMG Fikrī) ist ein arabischer männlicher Vorname mit der Bedeutung „gebildet“, „klug“; „der Intellektuelle“, der auch im Türkischen vorkommt.

## Namensträger
- Fikri El Haj Ali (* 1985), deutscher Fußballspieler marokkanischer Abstammung
- Fikri Işık (* 1965), türkischer Politiker
- Abdallah Fikri El-Khani (1925–?), syrischer Jurist, Politiker und Diplomat
- Fikri Sönmez (1938–1985), türkischer Kommunalpolitiker
- Ahmet Fikri Tüzer (1878–1942), türkischer Politiker
- Fikri Ihsandi Hadmadi (* 1995), indonesischer Badmintonspieler
- Fikri Elma (1934–1999), türkischer Fußballspieler

als Familienname
- Arkhan Fikri (* 2004), indonesischer Fußballspieler
- Ridhwan Fikri (* 1999), singapurischer Fußballspieler